# La mujer del piso alto
La mujer del piso alto es una película colombiana de 1996 dirigida y escrita por Ricardo Coral Dorado. Fue protagonizada por Hernán Méndez, Fernando Solórzano, Álvaro Bayona, Ana Mazhari, Enrique Carriazo y Dago García. Tuvo su estreno mundial en el Festival Latinoamericano de Cine de La Habana.

## Sinopsis
La película presenta siete historias diferentes pero paralelas, ambientadas en la ciudad de Bogotá. Prostitutas, gamines, vendedores ambulantes, ladrones, policías corruptos y toda clase de criaturas nocturnas hacen presencia en esta oscura historia de relaciones tóxicas y peligrosas.

## Reparto principal
- Hernán Méndez
- Fernando Solórzano
- Annia Nowicki
- Álvaro Bayona
- Ana Mazhari
- Enrique Carriazo
- Dago García